# اتودهای شوپن

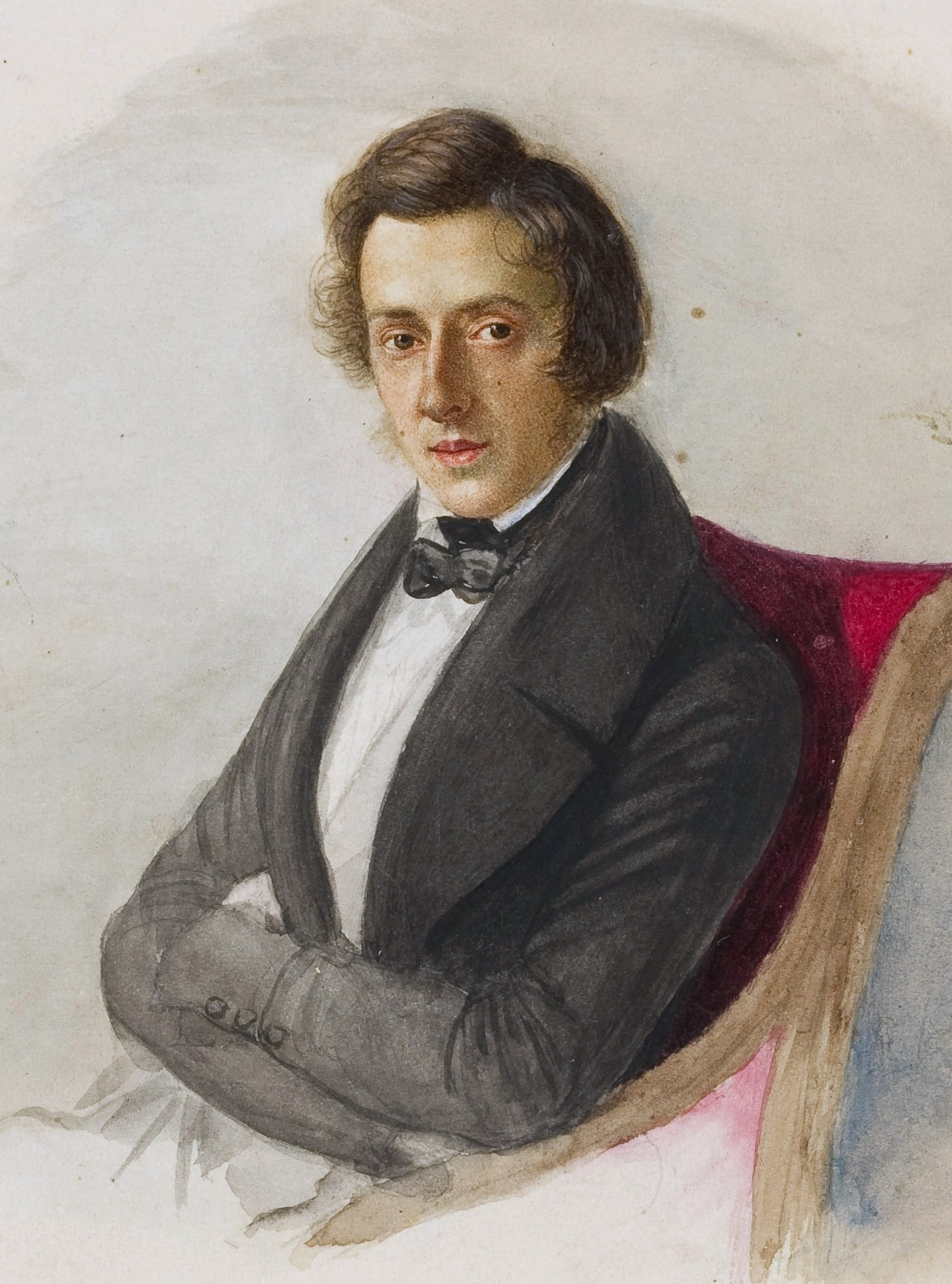
شوپن در ۲۵ سالگی، نقاشی توسط نامزدش ماریا ودزینسکا، ۱۸۳۵

اتودهای فردریک شوپن، سه مجموعه اتود برای پیانو هستند که در دهه ۱۸۳۰ منتشر شدند. در مجموع، بیست‌وهفت آهنگ وجود دارد که شامل دو مجموعه مجزای دوازده تایی با شماره شماره اثر ۱۰ و شماره اثر ۲۵، و یک مجموعه سوم بدون شماره اثر است.